# Fokker C.X
El Fokker C.X fue un biplano de reconocimiento y bombardero ligero. Fue diseñado originalmente por un encargo del Real Ejército de las Indias Orientales Neerlandesas para reemplazar al obsoleto Fokker C.V. También fue utilizado por la aviación del ejército en la metrópoli y la fuerza aérea finlandesa.

## Diseño y desarrollo

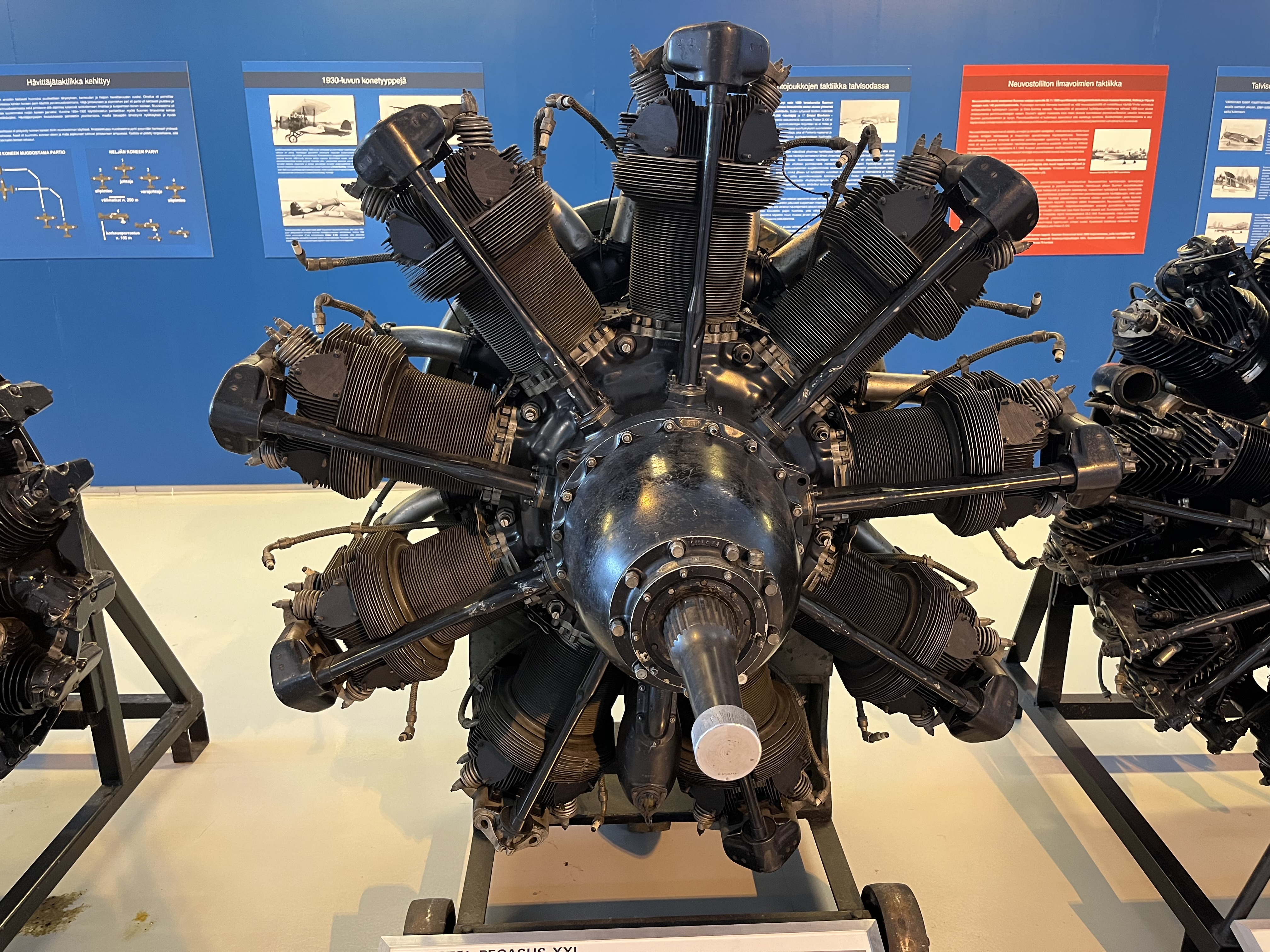
Motor radial Bristol Pegasus XXI. Este fue utilizado en el Fokker C.X de la Fuerza Aérea Finlandesa. Ubicado en el Museo de la Fuerza Aérea Finlandesa.

Surgido de un encargo para el Cuerpo de Aviación del Ejército de las Indias Orientales (Militaire Luchtvaart van het Koninklijk Nederlandsch-Indisch Leger, ML-KNIL), Fokker pronto desarrolló un prototipo según los requisitos que habían recibido. El avión, al igual que otras aeronaves de su tiempo, estaba construido en madera y metal. El primer prototipo fue terminado en 1934 y equipado con un motor Hispano-Suiza, realizó su primer vuelo y fue presentado en el Salon de l´Aéronautique de París ese mismo año.
En 1935 el ML-KNIL solicitó diez C.X (más tarde se elevó la cantidad a 14), destinados a las Indias Orientales Neerlandesas; estos aparatos estaban propulsados por el motor Rolls-Royce Kestrel IIS. Las entregas comenzaron en 1937 al Afdeling 3, donde sirvieron hasta 1939, cuando fue reemplazado en su cometido de bombardero ligero y avión de ataque por los norteamericanos Martin Model 139WH. Pasó a ser empleado principalmente como avión de entrenamiento y en algunas ocasiones como remolque de blancos.
La aviación del ejército holandés hizo un segundo encargo de 16 C.X, y más tarde encargó otros cuatro aparatos equipados también con motores Rolls-Royce Kestrel IIS. Posteriormente, estos cuatro aviones fueron reequipados con motores Kestrel V, dado que los Kestrel IIS habían demostrado no ser muy fiables. Las primeras unidades tenían la cabina abierta y patín de cola, pero las últimas quince fueron modificadas con cabina cerrada y rueda de cola. 
El gobierno de la República Española compró dos Fokker C.X durante la guerra, así como la licencia para construir una serie de 25 unidades en España. En la fábrica SAF-15 de Alicante se construyeron las células, pero la falta de motores adecuados hizo que no se terminaran de construir; fueron capturados por los nacionalistas al término de la guerra, que tampoco los acabaron. 
Cuatro aparatos más fueron comprados por Finlandia en 1936; diferían de los neerlandeses al estar propulsados con motores Bristol Pegasus, siendo designados como C.X Series II; además, la Factoría Aeronáutica Estatal finlandesa construyó bajo licencia otros 30 aparatos en 1938 y otros cinco en 1942, todo ellos equipados con motores Bristol Pegasus XII o XXI.
En mayo de 1940 continuaban operativos 15 C.X neerlandeses, que intervinieron en combate durante la invasión alemana de los Países Bajos. Los C.X finlandeses tuvieron una activa participación en la Guerra de Invierno, la Guerra de Continuación y en la Guerra de Laponia, siendo empleados junto a los cazas Fokker D.XXI. Tras la Segunda Guerra Mundial, en 1958 se estrelló el último de los C.X fineses que permanecía operativo.
La empresa Airspeed obtuvo licencia para construir los C.X destinados al mercado británico como Airspeed AS.22, aunque finalmente no se llegó a producir ninguna unidad.

## Variantes

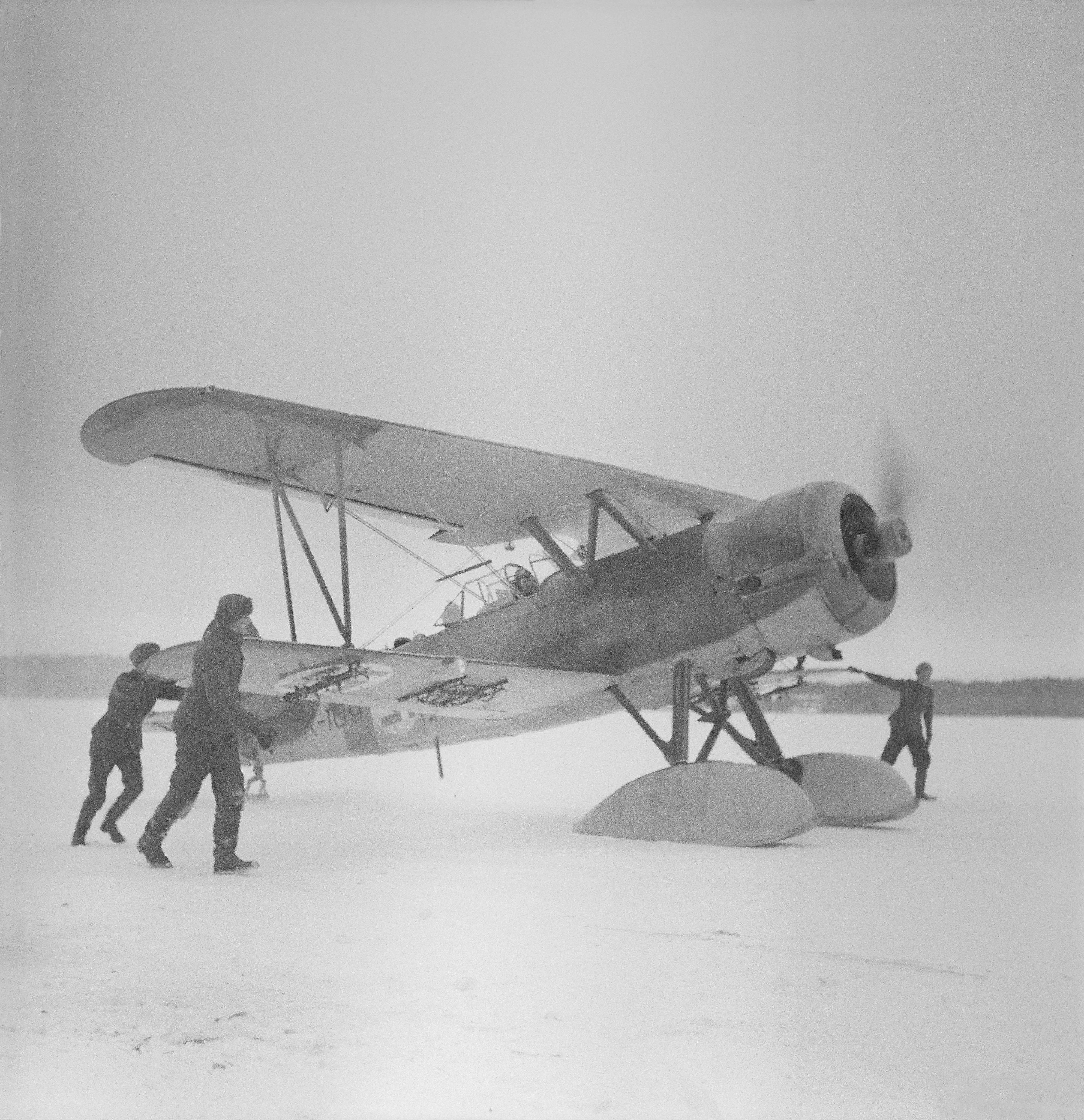
Fokker C.X finlandés con tren de patines. Lago Viiksjärvi, marzo de 1942.

C.X Series I
Aviones construidos por Fokker para los neerlandeses, usando un motor lineal.
C.X Series II
Construidos por Fokker, 4 ejemplares para Finlandia.
C.X Series III
Construidos bajo licencia en Finlandia, tenían alas superiores modificadas que estaban ligeramente más aflechadas.
C.X Series IV
Construidos bajo licencia en Finlandia, cinco aparatos montados a partir de piezas de repuesto.

## Operadores
Estado español
- Ejército del Aire

 Finlandia
- Fuerza Aérea Finlandesa[4]

 Países Bajos
- Real Fuerza Aérea de los Países Bajos

 República Española
- Fuerzas Aéreas de la República Española (FARE)

## Especificaciones

### Características generales
- Tripulación: Dos
- Longitud: 9,2 m (30,2 ft)
- Envergadura: 12 m (39,4 ft)
- Altura: 3,3 m (10,8 ft)
- Peso vacío: 1400 kg (3085,6 lb)
- Peso cargado: 2550 kg (5620,2 lb)
- Peso máximo al despegue: 2900 kg (6391,6 lb)
- Planta motriz: 1× motor lineal V12 Rolls Royce Kestrel.
  - Potencia: 477 kW (658 HP; 649 CV)
- Hélices: Bipala

### Rendimiento
- Velocidad máxima operativa (Vno): 320 km/h (199 MPH; 173 kt) (a 4250 m)
- Velocidad crucero (Vc): 270 km/h (168 MPH; 146 kt)
- Alcance: 830 km (448 nmi; 516 mi)
- Alcance en combate: km
- Alcance en ferry: km
- Techo de vuelo: 8300 m (27 231 ft)
- Régimen de ascenso: 8,3 m/s (1634 ft/min)

### Armamento
- Ametralladoras: 

  - 2x FN-Browning de 7,9 mm fijas
  - 1x Lewis de 7,9 mm en afuste dorsal
- Bombas: 2 de 175 kg o 4 de 100 kg

## Aeronaves relacionadas

### Secuencias de designación
- Secuencia C._ (interna de Fokker, posterior a 1918): ← C.VII - C.VIII - C.IX - C.X - C.XI - C.XIV - C.XV
- Secuencia Numérica (Aeronaves del Ejército del Aire español, 1939-1945): ← 43 (II) - 43 (III) - 44 - 45 (I) - 45 (II) - 46 - 47 →
- Secuencia R._ (Aeronaves de Reconocimiento del Ejército del Aire español, 1945-1954): ← R.4 - R.5 - R.6 - R.7